# عبدالله الصاوی
عبدالله الصاوی (انگلیسی: Abdullah El-Sawy؛ زادهٔ ۲۶ اکتبر ۱۹۷۱) بازیکن فوتبال اهل مصر است.
از باشگاه‌هایی که در آن بازی کرده‌است می‌توان به باشگاه فوتبال مقاولون عرب اشاره کرد.
وی همچنین در تیم ملی فوتبال مصر بازی کرده‌است.